# عيد منتصف أغسطس
عيد منتصف أغسطس (بالإيطالية: Ferragosto) هو عطلة رسمية يحتفل بها في جميع أنحاء إيطاليا في الخامس عشر من شهر أغسطس من كل سنة. يسمى هذا العيد باللغة الإيطالية فيرأغوستو، ويشتق من اللغة اللاتينية feriae Augusti بمعنى عيد أغسطس.

## التاريخ
تعود جذور هذه المناسبة إلى الاحتفال الذي كان يجرى في الأول من شهر أغسطس بأمر من الإمبراطور الروماني أغسطس قيصر، بهذف منح رعاياه من المزارعين قسطاً من الراحة. استمر الاحتفال بهذا العيد على مستوى شعبي على مر العصور، إلى أن أصبح عطلة رسمية أثناء عصر النهضة الرومانية وخلال عصر الدولة البابوية. قررت الكنيسة الرومانية الكاثوليكية بنقل مناسبة العيد من الأول إلى الخامس عشر من شهر أغسطس، موافقاً بذلك العيد المسيحي انتقال العذراء.